# Phare de Hog Island
Le phare de Hog Island (en anglais : Hog Island Light), était un phare situé sur Hog Island (Virginia) (en), une des îles-barrières de la côte de Portsmouth en Virginie.

## Historique
Il y a eu deux phares sur Hog Island . La première lumière a été érigée en 1853 et consistait en une tour en briques blanchies à la chaux avec une maison de gardien adjacente. Le phare était apparemment équipé d'une lentille de Fresnel de premier ordre, bien qu'un rapport en 1870 ait déclaré qu'une lentille de quatrième ordre lui avait été attribuée.
L'érosion de l'île finit par mettre en danger le premier phare et, en 1896, une tour octogonale à ossature de fer  semblable à celle du phare du cap Charles, fut érigée pour le remplacer. Ce nouveau phare, le troisième plus haut des États-Unis à 59 mètres, a été construit à plus d'un demi-kilomètre de l'océan dans une clairière de la dense forêt de pins qui recouvrait jadis la majeure partie de l'île. Il était doté d’une antenne qui lui donnait une différence de hauteur d'un mètre. Sa lentille de Fresnel de premier ordre produisait une puissance de 4 millions de candelas, qui étaient alors les lentilles les plus puissantes d'Amérique. La nouvelle tour de Hog Island a été peinte en noir pour la distinguer de celle de cap Charles, peinte en blanc. 
En 1900, tôt dans la soirée, à l’anniversaire de Washington, une immense volée d’oiseaux, principalement des oies et des canards, percuta la lanterne du phare de Hog Island. Les deux gardiens ont tiré avec leurs fusils de chasse pour les chasser avant que l'objectif ne soit endommagé. Deux jours plus tard, une autre volée d'oiseaux est arrivée. Sans munitions, les gardiens ont dû les chasser avec des bâtons. Cette fois, une grande partie de la verrière de la lanterne a été cassée et la lumière a été éteinte jusqu'à ce que les réparations soient effectuées. 
L'1933 Chesapeake–Potomac hurricane (en) a endommagé le phare et provoqué une grave érosion du rivage sur Hog Island. Également en 1933, les phares de Hog Island et de Cap Charles ont été électrifiés, ce qui évita aux gardiens de hisser des seaux d'huile dans la salle des lanternes. L'Ouragan de Nouvelle-Angleterre (1938) qui est passé juste au large de la péninsule de Delmarva a causé des dommages supplémentaires et a finalement renversé la tour abandonnée de 1853 qui était alors à 15 mètres du large. La barrière d'îles continua de se déplacer rapidement vers l'ouest et, en 1948, les garde-côtes désactivèrent le second phare, car les vagues à sa base menaçaient de le faire tomber. Bien que la tour de Hog Island soit d'un type pouvant être démonté et déplacé, le phare n'a pas été démonté. Un entrepreneur plein d'espoir a acheté le phare et la propriété riveraine dans l'espoir de développer une communauté. Le site n'a jamais été réalisé, laissant la tour en péril du rivage. Vers la fin des années 1940, le rôle du phare dans la conduite des navires de guidage devint moins important depuis l'établissement de stations LORAN le long de la côte pendant la Seconde Guerre mondiale. Le phare fut donc démoli en 1948.

### Lien connexe
- Liste des phares en Virginie